# 坦普亞努鳥
坦普亞努鳥（鄒語：Tampuyangʉ/Tampuyangx），是台灣鄒族傳說中的凶鳥，抓到的人將會面臨不幸。

## 習性與外表
坦普亞努鳥生活在森林中，平常在晚上出現，頭上長著特別長的毛，叫聲則是像眼鏡蛇。牠們平常是群體生活，喜歡吃河邊的莓果。

## 傳說
據說之前在現在已經消失的伊姆茲（imucu）社裡，有一個Tapangʉ氏族的人用陷阱抓到了一隻坦普亞努鳥，但他沒發覺獵物的身分，將牠帶回家，晚上家屋外出現一大群坦普亞努鳥盤旋，跟被抓到的同伴呼應叫著，家裡的察覺不對，連忙把抓到的坦普亞努鳥放走，但仍然受被詛咒，族人一一病死，只有一名婦女倖免並生下一個男孩，那名男孩後來被tuthusana氏族的人所收養。